# Diagnosi differenziale
Per diagnosi differenziale (abbreviato: DD) in ambito sanitario si intende uno specifico procedimento seguito per arrivare a effettuare una diagnosi precisa sul paziente. Poiché alcune malattie o sindromi possono manifestarsi attraverso i medesimi sintomi, per arrivare a una diagnosi precisa può essere necessario scartare alcune ipotesi che possono essere avanzate sulla base dei sintomi o dei segni riscontrati o riferiti dal paziente. La diagnosi differenziale porta quindi a escludere dal novero delle patologie o condizioni che potrebbero essere diagnosticate quelle che non comprendono l'insieme di sintomi effettivamente riscontrati, fino ad arrivare alla diagnosi corretta.
Per effettuarla si confrontano i segni e sintomi del soggetto malato. Il fine ultimo è una corretta diagnosi evitando possibili errori di valutazione. Importanti in questo senso sono una corretta anamnesi, l'esame obiettivo e i vari esami di laboratorio. Esiste anche una diagnostica differenziale effettuata con l'uso di software specializzati. Questo tipo di diagnostica nulla toglie al medico che valuta di volta in volta i risultati offerti dal software.